# راب بونتیه

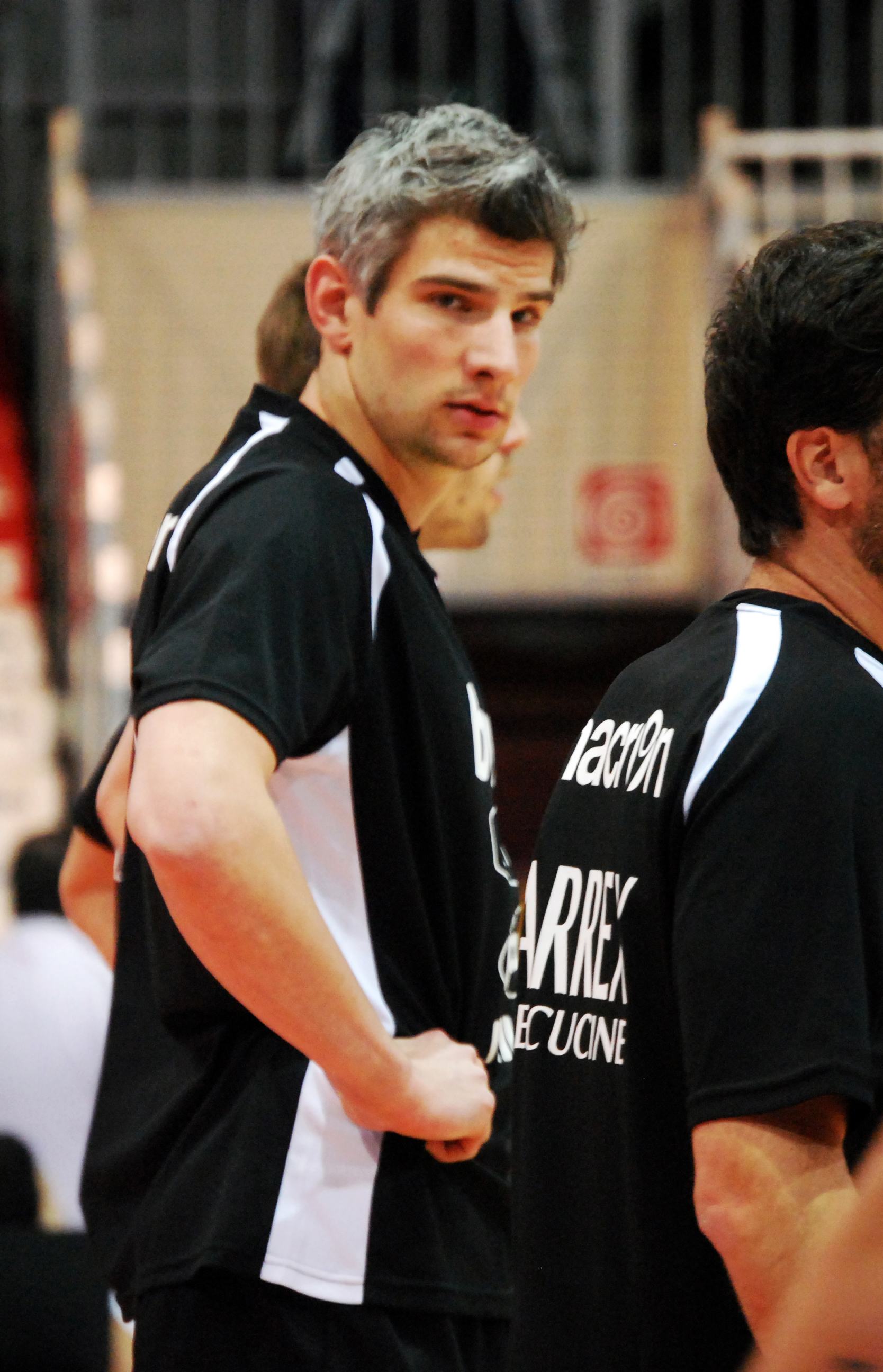
بونتیه

یوهانس کورنلیوس راب بونتیه (به انگلیسی: Johannes Cornelius Rob Bontje) (زاده ۱۲ مه ۱۹۸۱ در لیمبورگ) بازیکن والیبال اهل هلند، عضو تیم ملی والیبال هلند و باشگاه برلین است. دایک به همراه تیم ملی هلند در المپیک ۲۰۰۴ حضور داشت. او از سال ۱۹۹۶ تا ۲۰۰۱ عضو تیم ملی هلند بود و در سال ۲۰۱۵ دوباره به تیم ملی والیبال هلند دعوت شد.